# Qualidea Code

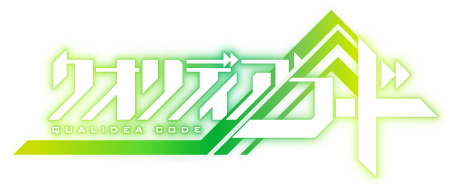
《Qualidea Code》logo

《Qualidea Code》（日语：クオリディア・コード）為原創動畫，是由Super Dash文庫、富士見Fantasia文庫、MF文庫J、GAGAGA文庫與Jump SQ等出版社，以及渡航、橘公司、相樂總三位輕小說作家所組成的創作團體Speakeasy推出的媒體聯合計畫Project QUALIDEA（日语：プロジェクト・クオリディア）的一部分。

## 故事簡介
在大約30年前，地球被一種突如其來的生物攻擊，而這種生物被分類為第一種災害指定異來生物，通稱「Unknown」。
由於「Unknown」擁有壓倒性的力量，人類慘被蹂躪，世界亦慘遭破壞。此時，人類出動全部力量抵抗，幾經辛苦下才獲得勝利。雖然戰爭結束，但人類仍不時遭受「Unknown」的零星攻擊。
為了對抗這種永無止境的威脅，東京、神奈川及千葉這三個都市便組織起來，成立「南關東防衛機構」。居於這三個都市的少年少女擁有一種名為〈世界〉的特殊能力，具有與「Unknown」對戰的能力。他們不僅要背負世界的命運，還要在一個名為排行榜的制度中為了貢獻度與他人競爭，經常守著人類領域的最前線。

## 登場人物

### 東京
朱雀壹彌（聲：齊藤壯馬、布萊德庫特·莎拉·惠美（小孩時代））
東京都市首席。喜歡卡娜莉亞，討厭千種霞。
「有我一個人就夠了。無能者無論做什麼都只是礙事而已。」
個性冷淡高傲，厭惡任何會對人類造成困擾的人事物。曾是一位深愛著人類、渾身充滿正能量又憧憬著英雄的工科學生，但在某次事件後開始懷疑起自己是否能成為英雄。
在首都大侵略中遇見了同樣與父母失散的卡娜莉亞，並在心中暗自將仍能在災難中保持微笑的她視為天使以及自己努力的目標，之後兩人一起前往避難所，在雙親的同意下進行了冷凍睡眠。
年紀原比卡娜莉亞小，但因冷凍睡眠後現跟宇多良同齡。在第一次見面時，因氛圍差距、不記得姓名和年齡差距等原因而沒有認出卡娜莉亞。在小說後期兩人起爭執時，因卡娜莉亞突然叫出自己當年的綽號，而終於意識到對方身分。被卡娜莉亞取暱稱「小壹」，但本人並不喜歡。會私自幫他人的世界取奇怪的稱號、打上名為朱雀分的奇怪分數。
固有世界是自由操縱引力與斥力的向量，自己取名為 Free Gravity，目前排名第4位。與卡娜莉亞一樣是戰鬥科中少數沒有飛行能力的學生，屬於一能者。（因朱雀的飛行能力只能算是固有世界的其中一種應用，無法被納入擁有飛行能力的世界；但亦因此無需魔杖即可飛行）
為輕小說《那樣的世界毀掉算了 -QUALIDEA CODE-》中的男主角。
宇多良卡娜莉亞（聲：石川由依）
東京都市次席。喜歡朱雀。
「啊，那個，大家笑一笑吧！遇到麻煩的時候就微笑，對吧！」
個性溫柔外向，與朱雀壹彌同樣深愛著人類，為了人類甚麼都辦得到。即使遭遇挫折也能很快振作起來。口頭禪是「遇到麻煩的時候就微笑」。自稱是照顧朱雀的人。
家庭成員有父母和姐姐，共四人。但在首都大侵略那天連同故鄉遭到了全滅。
在首都大侵略中遇見了同樣與父母失散的朱雀壹彌，帶領著他一起前往避難所，在朱雀雙親代理親權的簽名同意下進行了冷凍睡眠。
在第一次見面時，立刻就知道朱雀壹彌就是當年的少年，但在看見他好像沒有立即發現的反應後，以為是在和她玩遊戲，所以並沒有立即表明自己就是當年的少女。某時期突然轉學到東京，因為鷹匠詩的計畫而讓朱雀壹彌誤認她是親 Unknown 派的一員，也因此被朱雀壹彌施與嚴格的斯巴達式訓練。某次訓練完的對談中，卡娜莉亞展現了十分堅定的意志令朱雀壹彌感受到恐懼，被他稱為光靠意志凌駕一切的怪物。在小說後期兩人起爭執時，因看見朱雀壹彌在聽見自己綽號後的驚訝反應，才終於意識到自己其實誤會了。因為在朱雀壹彌嚴格的斯巴達式訓練後仍認為是遊戲，而被鵜飼鶇視為 M。
固有世界是通過歌唱來暫時提高命氣的作用，被朱雀壹彌取名為 Heart Warming，目前排名第10位。與朱雀一樣是戰鬥科中少數沒有飛行能力的學生，屬於一能者。
為輕小說《那樣的世界毀掉算了 -QUALIDEA CODE-》中的女主角。
鷹匠詩
東京都市前任次席。
不論是個性、外表還是品味都十分的孩子氣。總是穿著類似小魔女的裝扮且會在衣服上貼上許多動物造型的貼紙，是個喜歡在各方面表演的人。興趣是吃東西。
不喜歡因外表而被比自己年紀小的人當成小孩子對待或是無視。因為家庭教育方針中「禁止過度吐露真心話」的關係，導致無法正常顯露出表情，在講話時也會刻意說反話，而被朱雀壹彌稱為愛唱反調的天邪鬼。
討厭著欺壓著弱者的世界，厭惡戰鬥科對夥伴的不重視和對無能者的輕視。喜歡朱雀壹彌，認為他能夠改變這個世界，因此為了讓擁有與戰鬥科相同想法的朱雀壹彌有所改變，而刻意以「調職到出路指導局」的假命令來讓他接觸不合格名單上的人員和與朱雀壹彌位於相反極端的宇多良卡娜莉亞，甚至編造宇多良卡娜莉亞可能是親 Unknown 派的謊言。
因戰鬥中常在後方發出準確的心電感應指示，讓前線消滅所有逃竄的敵人，而獲的《千里魔女》的稱號。但在鵜飼鶇發明通訊終端後，面臨了可能被除名戰鬥科的狀況。
固有世界是心電感應和飛行。
為輕小說《那樣的世界毀掉算了 -QUALIDEA CODE-》中的角色。
鶉野珠悟（聲：岩瀨周平）
鵜飼鶇
東京都市工科學生。
個性爽朗率直且溫柔體貼，時常主動指導新進的工科學生，但在面對朱雀壹彌的奇怪發言時會毫不留情地吐槽。
與朱雀壹彌一同被鷹匠詩調職到出路指導局。喜歡朱雀壹彌，曾在高中一年級時向他告白，在得到令人傻眼的回覆後便對朱雀壹彌感到形象全毀，但至今仍喜歡著他。
固有世界是能看見各種物品未來的可能性。
為輕小說《那樣的世界毀掉算了 -QUALIDEA CODE-》中的角色。

### 神奈川
天河舞姬（聲：悠木碧）
神奈川都市首席，常年君臨神奈川，位居第一名長達十年之久的最強少女。與凜堂螢、依藤真理香是兒時玩伴。
『諸君，狂宴的時間到了！我等將以鬼神之腕，向蒙昧的侵略者落下劍山刀樹！』
個性活潑開朗，做事大多靠直覺行動，一根筋的理想主義者。對於夥伴和朋友極度重視，再加上不會因為自身的強大而高高在上，使她受到神奈川全體學生的愛戴，被其他人通稱為「公主」。
在戰鬥方面除了原有的那股超出常識的超強力量外，也具備對事態的快速反應能力、極強的動態視力、對敵人的行動預測和感知攻擊中些微殺氣等能力，本人自稱一切都是「直覺」不是用「思考」的。戰鬥中的主力之一，除了攻擊也有著提升夥伴士氣的效果。
與凜堂螢同時進行冷凍睡眠並在執行前一天立下「一定會再次見面」的約定，卻因為依藤真理香的計畫而備受阻礙。小說第一集前期，在看見化名為「紫乃宮晶」的凜堂螢的照片時便一直在意並懷疑，到小說第二集後期，由恢復記憶的凜堂螢親口說出當年的對彼此的稱呼才得以確認。
從幼時便對凜堂螢有著極度信任和依賴，曾明言「喜歡」凜堂螢（已自行解釋此為非戀愛的喜歡），因此在得知凜堂螢是為了刺殺自己也堅決不殺死凜堂螢，願意用盡一切方法來把她留在自己身邊。
固有世界是超出常識的強大破壞力，目前排名第1位，武器為命鐵純度100％、全長比自身還高的特製巨劍。發現世界真相後，選擇和凜堂螢一同離去。
為輕小說《為了拯救世界的那一天 -QUALIDEA CODE-》中的女主角。
凜堂螢（聲：福原綾香）
神奈川都市次席，服侍公主的四天王之一，與天河舞姬、依藤真理香是兒時玩伴。
『退下，低賤之人。不准去公主那裡。』
個性冷靜且沉著，屬於過度認真會非常不妙的類型。對待除天河舞姬以外的人都極其嚴肅，視天河舞姬為自己最重要的人。
有著超出常人的觀察能力，擅長讀出敵人的動向並做出判斷。與天河舞姬相反，比起戰鬥時對敵人的瞬間判斷，更擅長對周遭環境和大局觀的判斷。
與天河舞姬同時進行冷凍睡眠並在執行前一天立下「一定會再次見面」的約定，卻因為依藤真理香的計畫而備受阻礙。小說第一集前期，被依藤真理香的世界封鎖與天河舞姬相關的所有記憶並洗腦誤以為自己是「紫乃宮晶」，小說第二集後期，在恢復記憶後，前去救援天河舞姬親口說出當年的對彼此的稱呼來相認。
原為「物品管理四課」的一員被上頭指派與假冒成「凜堂螢」的依藤真理香以插班生的身分接近天河舞姬並將其暗殺，卻因為對此抱持疑惑而決定進行一連串調查來尋找上頭給出此任務的理由。但由於十分過度的調查行為（偷拍照片、收集貼身衣物、偷窺更衣）而被其他四天王視為同類、被旁人視為與其他四天王相當等級的公主粉絲。
固有世界是可觸碰到視線所及的任何物體，目前排名第3位，武器為命鐵純度100％的特製太刀。發現世界真相後,選擇將真相的提示交給千種霞，和天河舞姬一同離去。
為輕小說《為了拯救世界的那一天 -QUALIDEA CODE-》中的主角。
八重垣青生（聲：雨宮天）
神奈川陣營所屬的少女，服侍公主的四天王之一，人稱「公主的指引者（Princess Lord）」。
負責在各方面支援天河舞姬的人，因此即便不具備戰鬥，也被其他四天王敬重。平時大部分以文書工作為重，戰鬥時則負責將敵人的情報告知其他人並給予指示。
存在感稀薄，時常被周圍充滿個性的角色們蓋過，由於自己的名字不常被人記住而苦惱。對天河舞姬貌似也有著一定程度的敬愛之心，曾因看到剛洗完澡、身穿睡衣的天河舞姬而露出奇怪的笑容。
固有世界是對他人的視覺、聽覺情報、主觀印象進行掃描，且可複製和放映給多人。得知真相後仍然決定背叛人類，加入UNKNOWN。
為輕小說《為了拯救世界的那一天 -QUALIDEA CODE-》中的角色。
佐治原銀呼（聲：藤原夏海）
神奈川陣營所屬的少女，服侍公主的四天王之一，人稱「看門狗（Aigis）」。
個性爽朗大方，對天河舞姬有著極高的敬愛之心，是天河舞姬的狂熱粉絲，最常做的事為翻天河舞姬的垃圾。曾因看到剛洗完澡、身穿睡衣的天河舞姬而差點昏倒。
固有世界是身體能力的大幅度上升，貌似與狼人變身的概念十分相像，武器是單邊右手的五指鐵爪手套。
是輕小說《為了拯救世界的那一天 -QUALIDEA CODE-》中的角色。
音無柘榴（聲：井澤詩織）
神奈川陣營所屬的少女，服侍公主的四天王之一，人稱「無聲死神（Silent）」。
個性稍微有些陰鬱，對天河舞姬有著極高的敬愛之心，是天河舞姬的狂熱粉絲，最常做的事為偷拍。曾因看到剛洗完澡、身穿睡衣的天河舞姬而差點昏倒。
固有世界是瞬間移動，武器是與身高同高的死神鐮刀。
是輕小說《為了拯救世界的那一天 -QUALIDEA CODE-》中的角色。
隱谷來栖
神奈川陣營所屬的少女，前任的四天王之一，人稱「隱形伯爵（Invisible）」。
曾與東京都市首席串通，計畫通過隱藏在神奈川的多顆炸彈威脅天河舞姬，使她無法去戰鬥而失去第一名的寶座。
計畫失敗後被關入牢房，被依藤真理香洗腦利用。在故事最後與依藤真理香一起逃獄。
固有世界是讓碰觸到的人無法感知到外界訊息。
是輕小說《為了拯救世界的那一天 -QUALIDEA CODE-》中的角色。
依藤真理香（聲：明坂聰美）
洗腦了凜堂螢並策畫暗殺天河舞姬事件的元凶，與天河舞姬、凜堂螢是兒時玩伴。
表面上給人的感覺與一般的少女沒什麼差別，但實際上對凜堂螢有著近乎病態的執著，也因此對於總是待在凜堂螢身旁的天河舞姬有著十分可怕的恨意。
在殺害天河舞姬計劃失敗後，被關進了牢房，但在隱谷來栖的幫助下沒過多久便逃獄。
固有世界是通過觸碰對方來竄改記憶，誤以為彼此是「好朋友」，解除方法是觸碰到依藤真理香並由她說出「解脫」兩字。
是輕小說《為了拯救世界的那一天 -QUALIDEA CODE-》中的角色。

### 千葉
千種霞（聲：內田雄馬）
千葉都市次席。
『我只是沾了妹妹的光罷了。順位什麼的沒有關係。』
愛諷刺人的現實主義者。會有意暴露自己的缺點，只有妹妹明日葉能理解他。是一位重度妹控。武器是狙擊步槍。固有世界是使用回聲定位與敏銳聽覺進行搜索的能力，被朱雀壹彌取名為支配夜晚的Vampire Bat。排名第100位→第207位→目前第213位。
是輕小說《這樣的世界，怎樣都好》中的男主角。
千種明日葉（聲：安濟知佳）
千葉都市首席。
『哥哥，身體能力太渣了。說是哥哥不如說是垃圾呢。真是可笑。』
霞的妹妹。平常懶懶散散的女孩，但一旦拿起槍就變得十分好戰。總是不忘細枝末節的打扮。是一位重度兄控。武器是雙持手槍。固有世界是物質的運動控制，目前排名第2位。
是輕小說《這樣的世界，怎樣都好》中的女主角。
榴岡 蓮華
是輕小說《世界什麼的怎樣都好》中的角色。
釣瓶朝顏
是輕小說《世界什麼的怎樣都好》中的角色。
漆原達樹
是輕小說《世界什麼的怎樣都好》中的角色。
夏目伽耶子
是輕小說《世界什麼的怎樣都好》中的角色。

### 南關東管理局
朝凪求得（聲：平田廣明）
南關東海灣防禦機制的區域管理官員。存在如如同父親般，對抗Unknown的前線指揮官，個性非常輕浮。本為人類,但因愛上夕浪愛離而加入UNKNOWN。把自己的身體改造成和UNKNOWN一樣的怪物
夕浪愛離（聲：能登麻美子）
南關東海灣防禦機制的區域管理官員。存在如同母親般，非常關心3個都市的學生們，協助前線支援。實為UNKNOWN,真實外表是極為醜陋的怪物。
大國真昼（聲：大原沙耶香）
南關東海灣防禦機構，管理局的主任醫務官。

## 用語
Unknown
在《為了拯救世界的那一天》及《那樣的世界毀掉算了》中、於29年前出現的第一種災害指定異來生物，其真正身份及目的皆不明。21年前人類曾於對抗「Unknown」的戰事中獲取勝利，但實際上是由於「Unknown」的攻勢突然減弱，人類才取得短暫的勝利。在「Unknown」的攻擊下，人類蒙受了巨大的損害，單在日本國內便有大約有3,200萬人因對抗「Unknown」而受傷或死亡，故人類便將兒童們進行冷凍睡眠以保安全。
「Unknown」大致可分為巨魔級、克拉肯級及特里同級。
〈世界〉
於防衛都市居住的少年少女所擁有的特殊能力。
在戰爭末期，兒童們都在冷凍睡眠設施中被隔離，此時他們都在夢中看到世界的改變，並在之後獲得了超能力。由於每個人所看見的世界都不同，他們所擁有的能力亦各自不同。
發動能力時需要觸摸刻在頸部的代碼，但其實這是Unknown為了讓居住在防衛都市的少年少女們看到「顛倒的世界」而使用的道具。
防衛都市神奈川
三個防衛都市的其中之一。擁有製造出力兵裝的設施。
灣岸防衛都市東京
三個防衛都市的其中之一。擁有中央會議場。進入此都市的戰鬥科需擁有「雙重」的〈世界〉，即使擁有再優秀的「單一」〈世界〉亦不被考慮。
防衛都市千葉
三個防衛都市的其中之一。擁有巨大的糧食工廠。
不可侵犯領域
那樣的世界毀滅算了書名，取自在相樂總的小說動畫變態王子與不笑貓的第六集的最後筒隱說的一句話。

## 出版作品
| 廢材與金幣的庫洛迪亞（，作者：相樂總、渡航；插圖：仙人掌） | 廢材與金幣的庫洛迪亞（，作者：相樂總、渡航；插圖：仙人掌） | 廢材與金幣的庫洛迪亞（，作者：相樂總、渡航；插圖：仙人掌） | 廢材與金幣的庫洛迪亞（，作者：相樂總、渡航；插圖：仙人掌） | 廢材與金幣的庫洛迪亞（，作者：相樂總、渡航；插圖：仙人掌） | 廢材與金幣的庫洛迪亞（，作者：相樂總、渡航；插圖：仙人掌） |
| 集數                                                       | 集英社                                                     | 集英社                                                     | 東立出版社                                                 | 東立出版社                                                 | 封面人物                                                   |
| 集數                                                       | 發售日期                                                   | ISBN                                                       | 發售日期                                                   | ISBN／EAN                                                  | 封面人物                                                   |
| ---------------------------------------------------------- | ---------------------------------------------------------- | ---------------------------------------------------------- | ---------------------------------------------------------- | ---------------------------------------------------------- | ---------------------------------------------------------- |
| 1                                                          | 2015年1月23日                                              | ISBN 978-4-08-631024-6                                     | 2016年5月6日                                               | EAN 471-0945-54797-8                                       | 千種夜羽 久佐丘晴磨                                        |
| 1                                                          | 2015年1月23日                                              | ISBN 978-4-08-631024-6                                     | 2016年5月12日                                              | ISBN 978-986-470-146-9                                     | 千種夜羽 久佐丘晴磨                                        |
| 為了拯救世界的那一天（，作者：橘公司；插圖：灰村清孝）     |                                                            |                                                            |                                                            |                                                            |                                                            |
| 集數                                                       | 富士見書房                                                 | 富士見書房                                                 | 台灣角川                                                   | 台灣角川                                                   | 封面人物                                                   |
| 集數                                                       | 發售日期                                                   | ISBN                                                       | 發售日期                                                   | ISBN                                                       | 封面人物                                                   |
| 1                                                          | 2015年7月18日                                              | ISBN 978-4-04-070611-5                                     | 2016年12月28日                                             | ISBN 978-986-473-191-6                                     | 天河舞姬 凜堂螢                                            |
| 1                                                          | 2015年7月18日                                              | ISBN 978-4-04-070611-5                                     | 2016年12月21日                                             | EAN 4712961074285                                          | 天河舞姬 凜堂螢                                            |
| 2                                                          | 2016年1月20日                                              | ISBN 978-4-04-070612-2                                     | 2017年4月7日                                               | ISBN 978-986-473-479-5                                     | 天河舞姬 凜堂螢                                            |
| 2                                                          | 2016年1月20日                                              | ISBN 978-4-04-070612-2                                     | 2017年3月23日                                              | EAN 4712961075572                                          | 天河舞姬 凜堂螢                                            |
| 那樣的世界毀掉算了（，作者：相樂總；插圖：監督）           |                                                            |                                                            |                                                            |                                                            |                                                            |
| 集數                                                       | Media Factory                                              | Media Factory                                              | 尖端出版                                                   | 尖端出版                                                   | 封面人物                                                   |
| 集數                                                       | 發售日期                                                   | ISBN                                                       | 發售日期                                                   | ISBN／EAN                                                  | 封面人物                                                   |
| 1                                                          | 2015年10月23日                                             | ISBN 978-4-04-067782-8                                     | 2016年8月11日                                              | EAN 471-2966-35011-7                                       | 宇多良卡娜莉亞 朱雀壹彌                                    |
| 1                                                          | 2015年10月23日                                             | ISBN 978-4-04-067782-8                                     | 2016年8月15日                                              | ISBN 978-957-10-6703-2                                     | 宇多良卡娜莉亞 朱雀壹彌                                    |
| 2                                                          | 2016年6月24日                                              | ISBN 978-4-04-068318-8                                     | 2017年2月3日                                               | EAN 471-2966-351732-7                                      | 宇多良卡娜莉亞 朱雀壹彌                                    |
| 2                                                          | 2016年6月24日                                              | ISBN 978-4-04-068318-8                                     | 2017年2月3日                                               | ISBN 978-957-10-7183-1                                     | 宇多良卡娜莉亞 朱雀壹彌                                    |
| 世界什麼的怎樣都好（，作者：渡航；插圖：saitom）           |                                                            |                                                            |                                                            |                                                            |                                                            |
| 集數                                                       | 小學館                                                     | 小學館                                                     | 尖端出版                                                   | 尖端出版                                                   | 封面人物                                                   |
| 集數                                                       | 發售日期                                                   | ISBN                                                       | 發售日期                                                   | ISBN                                                       | 封面人物                                                   |
| 1                                                          | 2016年7月20日                                              | ISBN 978-4-09-451621-0                                     | 2017年6月21日                                              | ISBN 978-957-107-487-0                                     | 千種明日葉 千種霞                                          |
| 2                                                          | 2017年1月18日                                              | ISBN 978-4-09-451648-7                                     | 2017年8月8日                                               | ISBN 978-957-107-530-3                                     | 千種明日葉 千種霞                                          |

## 電視動畫

### 製作人員
- 原作：Speakeasy（相樂總×橘公司×渡航）、Marvelous
- 監督：川村賢一
- 腳本：Speakeasy
- 人物原案：松龍（日语：松竜）
- 人物設定：田畑壽之
- 美術監督：加藤靖忠
- 色彩設計：吉村智惠
- 攝影監督：佐久間悠也
- 音響監督：蝦名恭範（日语：蝦名恭範）
- 音響製作：Marvelous
- 音樂：岩崎琢
- 動畫製作：A-1 Pictures
- 製作：QUALIDEA CODE製作委員會

### 主題曲
片頭曲
「Brave Freak Out」（第2－8話）
作詞：田淵智也，作曲、編曲：高橋浩一郎，主唱：LiSA
「AxxxiS」（第9－12話）
作詞：古屋真，作曲：eba，編曲：江口亮，主唱：LiSA
1st片尾曲「Gravity」（第1－4話）
作詞、作曲：武田城以，編曲：湯淺篤，主唱：ClariS
2nd片尾曲「約束 -Promise code-」（第5－7話）
作詞：メイリア，作曲、編曲：toku，主唱：GARNiDELiA
3rd片尾曲「clever」（第8－12話）
作詞、作曲：渡邊翔，編曲：GARNiDELiA，主唱：ClariS×GARNiDELiA
1st ost 「Time To Go」
作曲、編曲：岩崎琢，主唱： 石川由依
Ost 「I can't find U」
作曲、編曲：岩崎琢
Ost 「Take」
作曲、編曲：岩崎琢

### 各話列表
| 話數 | 日文標題 | 中文標題           | 劇本   | 分鏡                       | 演出                     | 作畫監督                                                                    | 總作畫監督        | 片尾插畫 |
| ---- | -------- | ------------------ | ------ | -------------------------- | ------------------------ | --------------------------------------------------------------------------- | ----------------- | -------- |
| #01  |          | 殘存世界的榮耀     | 相樂總 | 川村賢一                   | 柴田彰久                 | 日向正樹、武本大介 渡邊浩二（機械）                                         | 日向正樹          | 東山     |
| #02  |          | 紺碧的漫畫         | 相樂總 | 川村賢一                   | 川久保圭史               | 清水勝祐                                                                    | 岩崎安利          | 東山     |
| #03  |          | 寂靜的詠嘆調       | 渡航   | 川村賢一                   | 丸山裕介                 | 上野卓志、福田裕樹                                                          | 日向正樹          | 東山     |
| #04  |          | 煤礦的金絲雀       | 相樂總 | 川村賢一 水谷雄一郎        | 小坂春女                 | 關口雅浩、橘由美子                                                          | 岩崎安利          | 東山     |
| #05  |          | 小公主的Regalia    | 橘公司 | 柴田彰久 石井俊匡 川越崇弘 | 柴田彰久                 | 石田一將                                                                    | 日向正樹          | 東山     |
| #06  |          | 救世的Memoria      | 橘公司 | 井端義秀                   | 井端義秀                 | 武本大介、阿倍良仁                                                          | 岩崎安利          | 東山     |
| #07  |          | 救濟的偏執狂       | 橘公司 | 川村賢一 水谷雄一郎        | 二俣外雄                 | 清水勝祐                                                                    | 日向正樹          | 東山     |
| #08  |          | 反轉的感質         | 渡航   | 木宮茂                     | 木宮茂                   | 上野卓志、福田裕樹                                                          | 日向正樹 岩崎安利 | 東山     |
| #09  |          | 反獄的理想         | 渡航   | 小坂春女                   | 小坂春女                 | 橘由美子、關口雅浩 杉薗朗子、水谷雄一郎 日向正樹                            | 日向正樹          | 東山     |
| #10  |          | 福音的傳說         | 相樂總 | 井端義秀                   | 丸山裕介                 | 石田一將                                                                    | 岩崎安利          | 東山     |
| #11  |          | 雙極的家族         | 渡航   | 岡本學                     | 大西秀明                 | 武本大介、奈良岡光                                                          | 日向正樹          | 東山     |
| #12  |          | 燦然世界的Qualidea | 橘公司 | 川村賢一                   | 柴田彰久 木宮茂 下司泰弘 | 日向正樹、富永詠一 福田裕樹、石田一將 今里佳子、橘由美子 水谷雄一郎、嵩本樹 |                   | 東山     |

### 播放電視台
| 播放地區   | 播放電視台   | 播放日期        | 播放時間（UTC+9）       | 所屬聯播網 | 備註                   |
| ---------- | ------------ | --------------- | ----------------------- | ---------- | ---------------------- |
| 東京都     | TOKYO MX     | 2016年7月10日－ | 星期日 0時00分－0時30分 | 獨立協     |                        |
| 栃木縣     | 栃木電視台   | 2016年7月10日－ | 星期日 0時00分－0時30分 | 獨立協     |                        |
| 群馬縣     | 群馬電視台   | 2016年7月10日－ | 星期日 0時00分－0時30分 | 獨立協     |                        |
| 日本全國   | BS11         | 2016年7月10日－ | 星期日 0時00分－0時30分 | 衛星電視   | BS放送／『ANIME+』節目 |
| 千葉縣     | 千葉電視台   | 2016年7月10日－ | 星期日 0時30分－1時00分 | 獨立協     |                        |
| 神奈川縣   | 神奈川電視台 | 2016年7月10日－ | 星期日 0時30分－1時00分 | 獨立協     |                        |
| 近畿廣域圈 | 朝日放送     | 2016年7月14日－ | 星期四 2時44分－3時11分 | 朝日電視網 |                        |

## 外部連結
- 輕小說
  - 《廢材與金幣的庫洛迪亞》－Dash X文庫（页面存档备份，存于）（日語）
  - 《為了終有一天能拯救世界 －Qualidea Code－》－富士見Fantasia文庫（页面存档备份，存于）（日語）

- 電視動畫
  - 《Qualidea Code》動畫官方網站（页面存档备份，存于）（日語）
  - 《Qualidea Code》—朝日放送專頁（页面存档备份，存于）（日語）
  - 《Qualidea Code》的X（前Twitter）（日語）
  - 響 - HiBiKi Radio Station - |クオリディア・コード 南關東三都市防衛機構放送部（页面存档备份，存于）（日語）